# Gyrotron

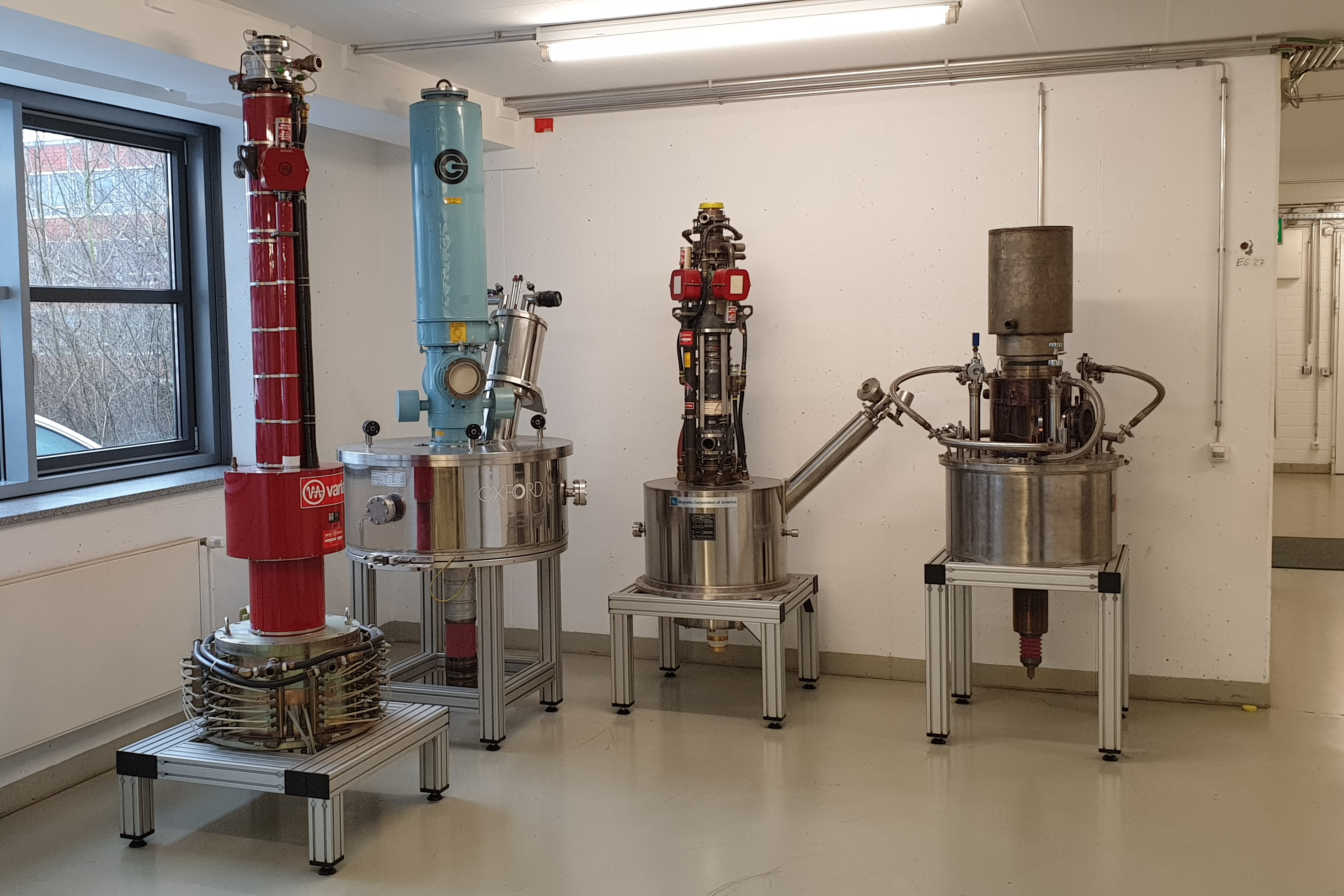
Mehrere Gyrotrons

Das Gyrotron (Kurzform von Gyromonotron) ist der leistungsfähigste Mikrowellen-Oszillator. Es beruht auf dem Prinzip der Elektronen-Zyklotron-Maser-Instabilität und ist eine Kombination von Laufzeitröhre und Zyklotronresonanz-Maser. Gyrotrons arbeiten effektiv im Frequenzbereich von 5 GHz bis 170 GHz mit Ausgangsleistungen bis zu einigen Megawatt. Bei Betrieb auf einer Harmonischen können Mikrowellen im Wattbereich bis zu einem Terahertz erzeugt werden. Konventionell besitzen Gyrotrons einen Hohlraumresonator, jedoch lässt sich mittels koaxialer Resonatorgeometrie die Ausgangsleitung und die Frequenzdurchstimmbarkeit des Gyrotrons erhöhen. Dies liegt daran, dass konkurrierende Eigenmoden des Resonators durch den Koaxialleiter unterdrückt werden können.
Verwendung finden sie z. B. bei 30 GHz in der Materialprozesstechnik zum Sintern von Keramik, bei 95 GHz im Active Denial System, oder bei 100 GHz–140 GHz (im Bereich der Elektronzyklotronfrequenz, deshalb Elektronen-Zyklotron-Resonanzheizung (ECRH)) und Leistungen um 1 Megawatt zur Mikrowellenheizung von Plasmen in Kernfusionsreaktoren (z. B. am Max-Planck-Institut für Plasmaphysik oder beim TCV).

## Aufbau und Funktion

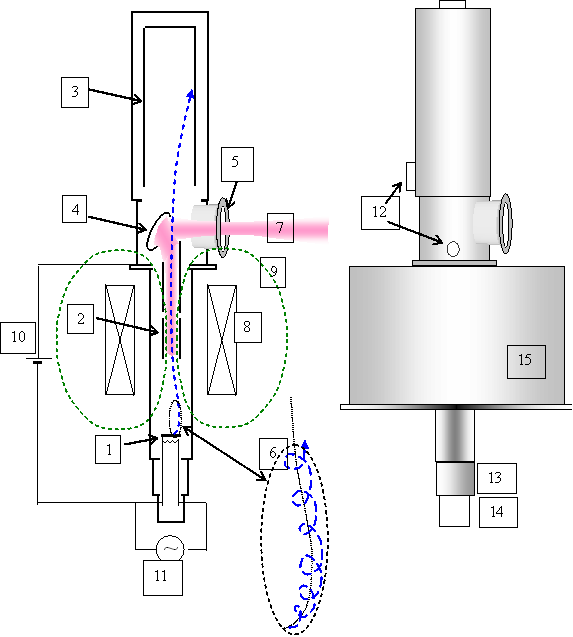
Gyrotron (rechts); Schnittdarstellung (links). Die Elektronenbahn ist blau und die erzeugte Mikrowellenstrahlung pink dargestellt.

Ein Gyrotron besteht aus einer Elektronenkanone (Gun), einer Elektronen-Kompressionszone, einem Wechselwirkungsraum (Mikrowellen-Hohlraumresonator), einem quasi-optischen Wellentypwandler, einem Elektronen-Auffänger (Kollektor), einem Hochfrequenzausgangsfenster, dem Röhrengehäuse und Magneten.
In dem Gyrotron wird zunächst mit der Elektronenkanone ein Elektronenstrahl relativistischer Geschwindigkeit erzeugt. Zugleich durchlaufen die Elektronen dort bereits ein Magnetfeld. Dadurch bewegen sich die Elektronen innerhalb des Strahls auf Schraubenbahnen. Der Elektronenstrahl tritt in den Hohlraumresonator ein, der sich in einem axialen Magnetfeld befindet. Er wechselwirkt dort aufgrund der Zyklotronresonanz mit einem rückgeführten Teil der erzeugten Mikrowellenleistung. Nun kommt die relativistische Massenzunahme zum Tragen: Je nach Phasenlage, auf der die Elektronen sich auf ihrer Schraubenbahn relativ zum elektrischen Wechselfeld befinden, werden sie teils auf dieser beschleunigt, teils abgebremst; mit größerem Radius (d. h. schneller) umlaufende Elektronen erfahren aufgrund der Massenzunahme eine Verlangsamung ihrer Axialgeschwindigkeit, sie werden von den mit geringerem Radius (langsamer) umlaufenden Elektronen eingeholt und es kommt zu einer Phasensynchronisation. Nun können die Elektronen weiter hinten im Resonator laufend Energie an das elektrische Wechselfeld der Mikrowellen abgeben. Die Mikrowellen gelangen durch das Ausgangsfenster aus der Vakuumapparatur hinaus, während die abgearbeiteten Elektronen auf dem Kollektor, einer positiv geladenen metallischen Wand (Rohr), aufgefangen werden. Durch Anlegen einer Gegenspannung am Kollektor lässt sich ein Teil der verbleibenden Bewegungsenergie der Elektronen wieder zurückgewinnen. Dieses Prinzip wird Depressed Collector genannt.

## Medien
In dem Roman Sturm von Uwe Laub wird mithilfe eines Gyrotrons das Wetter beeinflusst.
2021 kündigte das amerikanische Unternehmen Quaise Energy an, Gyrotrons im Bereich von 30 bis 300 GHz für Tiefenbohranwendungen nutzen zu wollen. Mittels 20 km tiefer Bohrungen soll neues Potential zur Gewinnung geothermischer Energie erschlossen werden. Eine praktische Demonstration steht noch aus.